# Jacques Fabre
 (janvier 2021).
Si vous disposez d'ouvrages ou d'articles de référence ou si vous connaissez des sites web de qualité traitant du thème abordé ici, merci de compléter l'article en donnant les références utiles à sa vérifiabilité et en les liant à la section « Notes et références ».
Pas d'image ? Cliquez ici

a Compétitions nationales et continentales officielles uniquement.

b Matchs officiels uniquement.
Jacques Fabre, né le 17 avril 1929 à Céret et mort le 17 février 2015 à Avignon, est un joueur et entraîneur de rugby à XV et de rugby à XIII.
Formé au rugby à XV avec Béziers, il change de code pour le rugby à XIII et évolue sous les couleurs d'Avignon connaissant également des sélections en équipe de France.

## Palmarès

### En rugby à XV
- Collectif :
  - Finaliste de la Coupe de France : 1950 (Béziers).

International junior, sélectionné en équipe de france B contre l’Italie.

### En rugby à XIII
- Collectif : 
  - Vainqueur de la Coupe de France : 1955[2] et 1956 (Avignon).
  - Finaliste du Championnat de France : 1957 (Avignon).
  - Finaliste de la Coupe de France : 1958 et 1959 (Avignon).

### Détails en sélection
| 1. | 23 juillet 1955   | Australie           | 8-5   | Tournée        | Pilier | 0 | 0 | 0 | 0 |
| 2. | 6 août 1955       | Nlle-Zélande        | 19-9  | Tournée        | Pilier | 0 | 0 | 0 | 0 |
| 3. | 13 août 1955      | Nlle-Zélande        | 6-11  | Tournée        | Pilier | 0 | 0 | 0 | 0 |
| 4. | 19 septembre 1955 | Autres Nationalités | 19-32 | Coupe d'Europe | Pilier | 0 | 0 | 0 | 0 |
| 5. | 31 janvier 1956   | Nlle-Zélande        | 24-3  | Test match     | Pilier | 0 | 0 | 0 | 0 |
| 6. | 11 avril 1956     | Grande-Bretagne     | 10-18 | Test match     | Pilier | 0 | 0 | 0 | 0 |
| 7. | 3 janvier 1957    | Australie           | 21-25 | Tournée        | Pilier | 3 | 1 | 0 | 0 |
| 8. | 3 mars 1957       | Grande-Bretagne     | 19-19 | Test match     | Pilier | 0 | 0 | 0 | 0 |
| 9. | 5 avril 1959      | Grande-Bretagne     | 24-15 | Test match     | Pilier | 0 | 0 | 0 | 0 |